# Bolívia nos Jogos Pan-Americanos de Inverno de 1990
A Bolívia competiu nos Jogos Pan-Americanos de Inverno de 1990, disputado em Las Leñas, Argentina, e não conquistou nenhuma medalha. A delegação contou com 2 atletas.